# ميغيل أنخيل بلانكو
ميغيل أنخيل بلانكو (بالإسبانية: Miguel Ángel Blanco)‏ هو سياسي إسباني، ولد في 13 مايو 1968 في إسبانيا، وتوفي في 13 يوليو 1997 في إسبانيا. حزبياً، نشط في حزب الشعب. وقد انتخب عضو مجلس محلي ‏ (28 مايو 1995 – 13 يوليو 1997).